# Modo lidio
Nella teoria musicale, il modo lidio è uno dei tre seguenti modi, fra di loro storicamente interconnessi:
- il modo lidio della musica greca antica, uno degli harmoniai, ovvero un comportamento melodico costruito a partire da intervalli scomposti e la scala ad esso associata
- il modo lidio della musica medievale, uno dei modi ecclesiastici
- il modo lidio della moderna modalità, si ottiene prendendo in considerazione la scala maggiore ed innalzandone il quarto grado, ad esempio : nella scala di sol maggiore, col IV grado innalzato (do♮), diverrà do#.